# Phenolate
Phenolate sind in der Chemie Salze der Phenole. Sie bilden sich aus Phenolen durch die Substitution des H-Atoms der Hydroxygruppe durch Metalle.

## Herstellung

Natriumphenolat

Alkalisalze der Phenole bilden sich durch die Behandlung von Phenolen mit Alkalihydroxid-Lösungen. So bildet sich z. B. Natriumphenolat durch die Einwirkung von Natronlauge auf Phenol.

## Eigenschaften
Alkaliphenolate – wie Natriumphenolat – sind in wässriger Lösung sehr stark hydrolytisch gespalten, reagieren also basisch. Mineralsäuren, Carbonsäuren oder Kohlendioxid setzen aus Phenolat-Lösungen das betreffende Phenol frei. Phenolat-Anionen reagieren als starke Nukleophile und können sowohl an Sauerstoff- wie auch Kohlenstoff-Positionen angegriffen werden. Generell ist unter kinetisch kontrollierten Bedingungen Angriff am Sauerstoffatom bevorzugt, wohingegen Kohlenstoff-Angriff vor allem unter thermodynamischer Kontrolle beobachtet wird.

## Verwendung
Alkylarylether können beispielsweise durch die Williamson-Ethersynthese hergestellt werden. Hierzu wird z. B. Natriumphenolat mit Alkylhalogeniden, vorzugsweise Iodiden, zur Reaktion gebracht:
{\displaystyle \mathrm {C_{6}H_{5}{-}ONa\ +\ CH_{3}{-}I\longrightarrow \ C_{6}H_{5}{-}O{-}CH_{3}\ +\ NaI} }
Reaktion zwischen Natriumphenolat und Methyliodid zu Anisol und Natriumiodid
Im großtechnischen Maßstab können anstelle der Alkylhalogenide auch Dialkylsulfate (beispielsweise Diethylsulfat zur Einführung von Ethylresten) eingesetzt werden:
{\displaystyle \mathrm {C_{6}H_{5}{-}ONa\ +\ (H_{3}CO)_{2}{-}SO_{2}\longrightarrow \ C_{6}H_{5}{-}O{-}CH_{3}\ +\ (H_{3}CO)SO_{3}Na} }
Reaktion zwischen Natriumphenolat und Dimethylsulfat zu Anisol.

### Technische Herstellung von Salicylsäure
Salicylsäure wird durch die Kolbe-Schmitt-Reaktion (vereinfacht auch als Salicylsäure-Synthese bezeichnet) aus CO2 und Natriumphenolat hergestellt: